# Montagne Noire (Australie)
Pour les articles homonymes, voir Black Mountain et Montagne Noire.
La montagne Noire (Black Mountain en anglais) est située au nord de Canberra, la capitale fédérale australienne. Comme toutes les principales collines de la région elle est protégée de toute mise en valeur en étant classée dans le parc naturel de Canberra. Elle est couverte d'une végétation naturelle de type bush et sert de refuge à la vie sauvage.
Avec ses 812 m d'altitude, elle domine de 256 m la surface de l'eau du lac Burley Griffin. Près de son sommet se trouve la tour Telstra, un émetteur de télévision qui surplombe le sommet de ses 195 m.
Les jardins botaniques nationaux australiens et le CSIRO sont situés juste à l'est du pied de la montagne, près de l'Université nationale australienne.

## Géologie
La plus grande partie de la montagne est constituée de grès riche en quartz blanc qui s'est formé à la fin du  Silurien.